# Малш (Округ Карлсруе)
Малш (њем. Malsch) општина је у њемачкој савезној држави Баден-Виртемберг. Једно је од 32 општинска средишта округа Карлсруе. Према процјени из 2010. у општини је живјело 14.537 становника. Посједује регионалну шифру (AGS) 8215046.

## Географски и демографски подаци
Малш се налази у савезној држави Баден-Виртемберг у округу Карлсруе. Општина се налази на надморској висини од 145 метара. Површина општине износи 51,2 km². У самом мјесту је, према процјени из 2010. године, живјело 14.537 становника. Просјечна густина становништва износи 284 становника/km².